# Ngozi (provins)
Ngozi är en av Burundis 18 provinser. Huvudorten är Ngozi. Provinsen är centrum för landets stora odling av kaffe. Provinsen har 660 717 invånare (2008).